# Říčany
Říčany (niem. Ritschan) − miasto w Czechach, w kraju środkowoczeskim. Według danych z 31 grudnia 2003 powierzchnia miasta wynosiła 2 580 ha, a liczba jego mieszkańców 11 329 osób.

## Demografia
| Rok             | 1970  | 1980   | 1991   | 2001   | 2003   |
| --------------- | ----- | ------ | ------ | ------ | ------ |
| Liczba ludności | 9 330 | 10 703 | 10 650 | 10 876 | 11 329 |

Źródło: Czeski Urząd Statystyczny

## Miasta partnerskie
- Albertslund, Dania
- Whitstable, Wielka Brytania